# Salsa cazadora

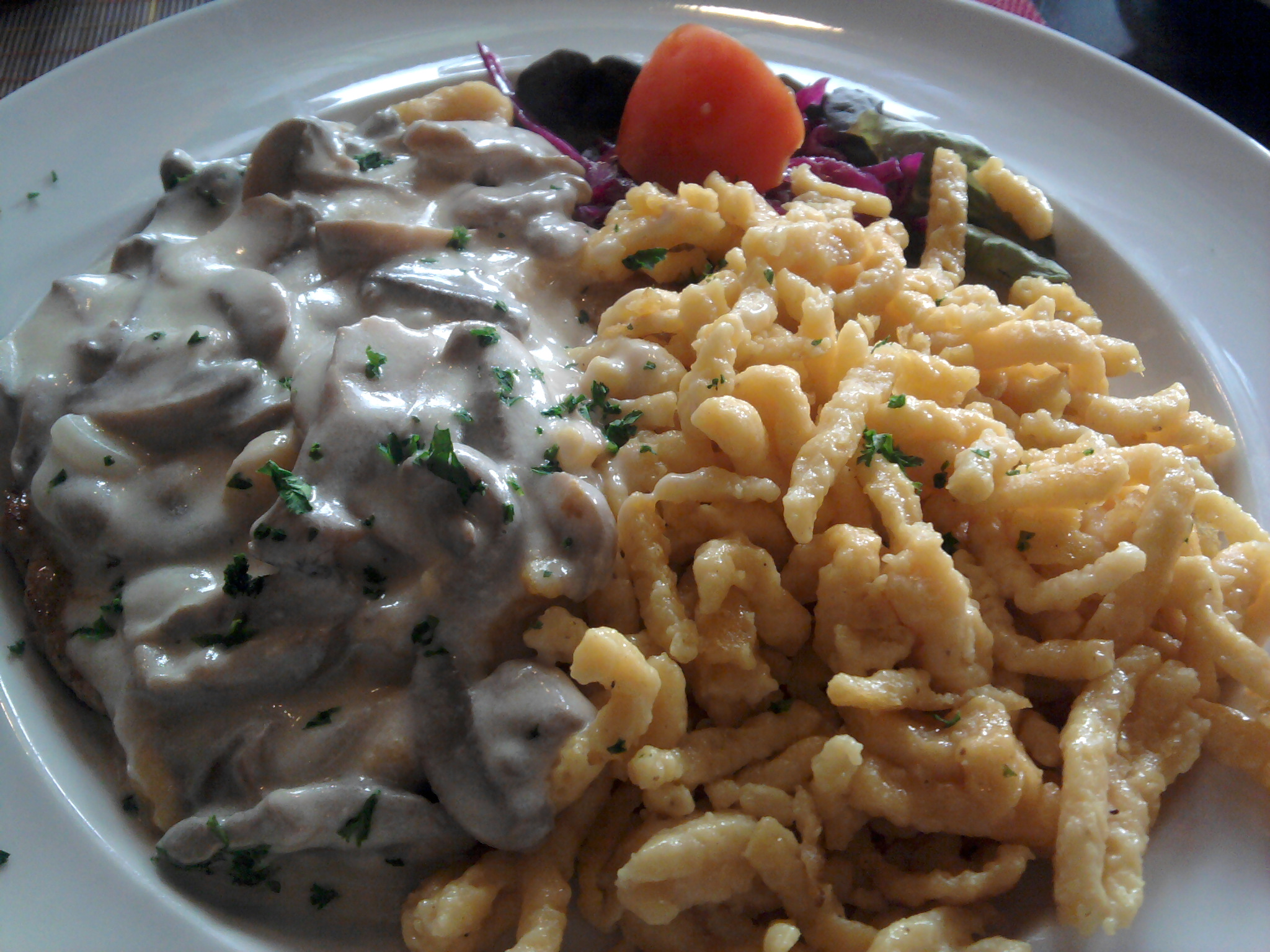
Costeleta a la cazadora – una costeleta servida con salsa cazadora, acompañada de pasta.

Chasseur (salsa cazadora) es una salsa típica de la cocina francesa que contiene entre sus ingredientes champiñones cortados en láminas y salteados en mantequilla junto con unas rodajas de cebolla.  El nombre proviene de su empleo para acompañar carnes de caza. 

## Características
La salsa se elabora con champiñón y tocino salado salteado con mantequilla  y cebolla picada. Se suele emplear como espesante un poco de harina mezclada con mantequilla (50/50) luego se agrega vino tinto y caldo de carne, y  hierbas aromáticas (estragón, tomillo y perejil). A veces se suele añadir higadillos de pollo, o trozos de la carne del mismo pollo.